# نسیبه سورکیوا
نسیبه سورکیوا (انگلیسی: Nasiba Surkiýewa؛ زادهٔ ۱۱ ژانویهٔ ۱۹۸۲) جودوکار زن اهل ترکمنستان است.